# Eau de l'Alhambra

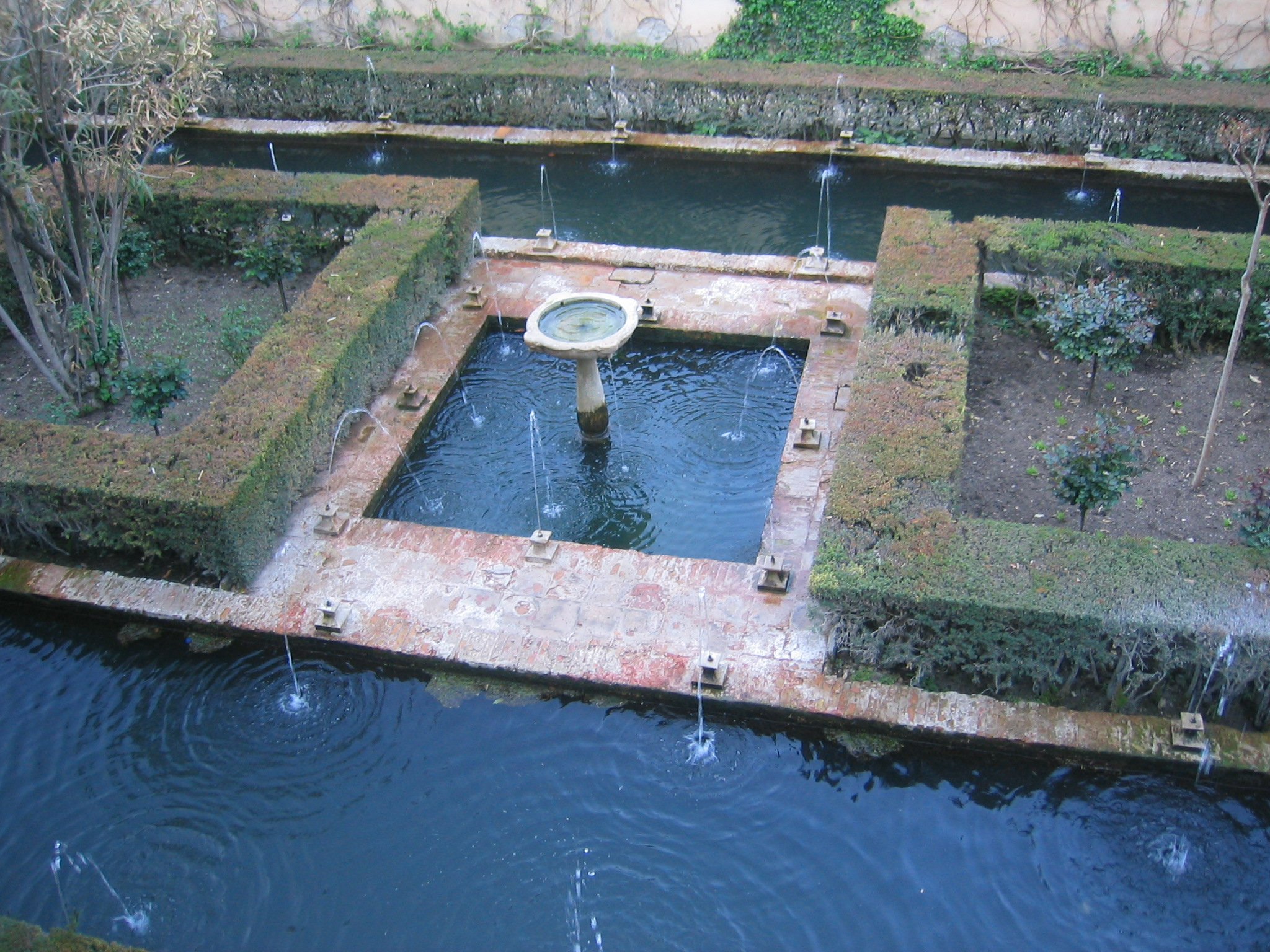
Le patio de la Sultane au Généralife

La colline de la Sabika de l'Alhambra à Grenade abrite un système d'eau de l'Alhambra .
Vitale pour la survie dans le désert, l'Eau est le luxe suprême du raffinement pour les nasrides.
Le Coran, décrit le Paradis comme un verger parsemé de jardins, dans lequel l'eau circule sans interruption. Les Nasrides n'auront de cesse de matérialiser cette description sur la colline de la Sabika, élaborant un luxe invraisemblable de jets d'eau.

## L'alimentation
Captage des eaux de la Sierra Nevada vers le plateau de la colline, par un usage approprié de la déclivité. Sur la colline qui lui fait face, l'absence de dénivellation propice pour faire de même a conduit au creusement d'aljibes pour la rétention d'eau.
Cet afflux hydrologique a permis de transformer l'Alhambra en un jardin luxueux pour les Nasrides. Ils tentaient, dans cet espace aménagé, d'oublier, le temps de leur séjour, les difficultés des opposants à Grenade même, et la pression sans cesse grandissante des armées castillanes aux frontières.

## Les bassins

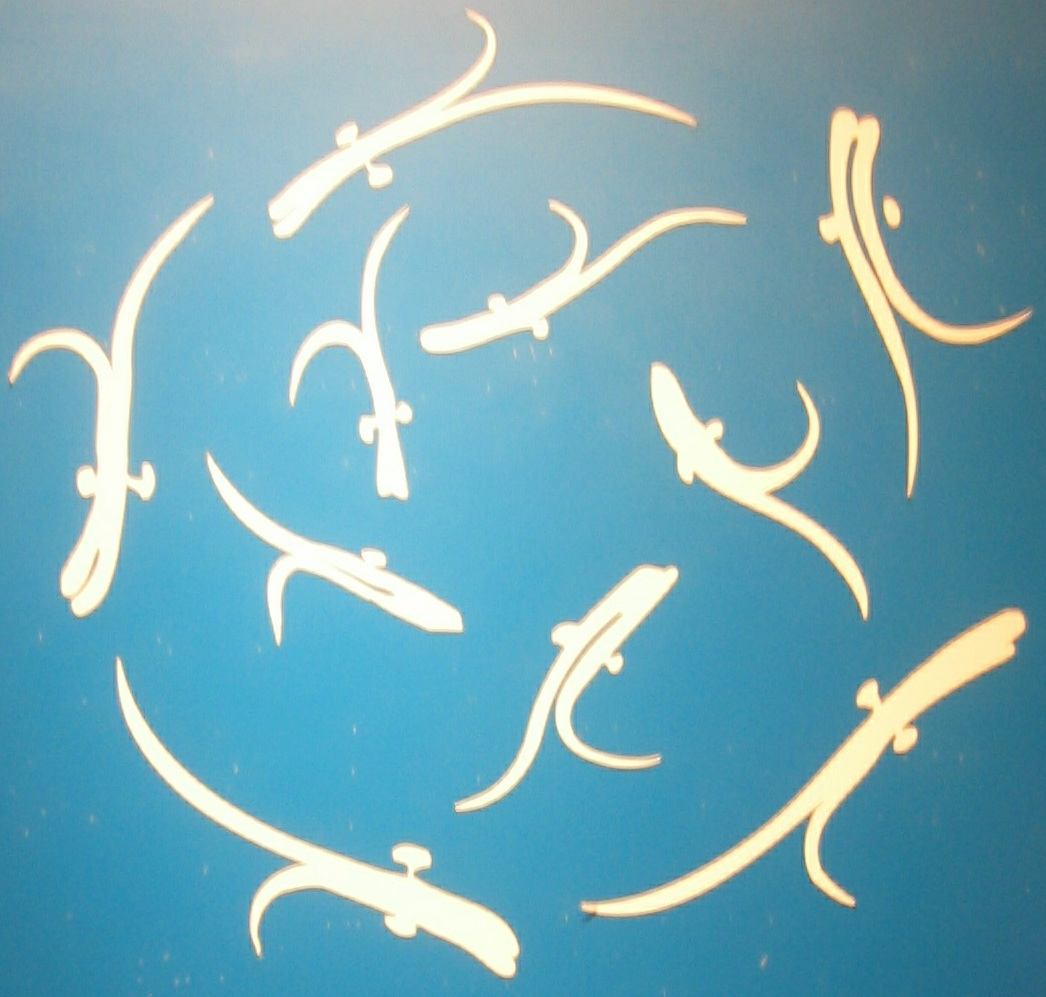
Poissons des bassins du Partal, stylisés par les artistes des Nasrides.

Les poissons de bassin placés pour l'agrément inspirent également les décorateurs de l'art nasride. 
 Le dessin présenté  ci-contre provient de la décoration d'une assiette de porcelaine retrouvée à l'Alhambra.

## Les fontaines
- Bassin et fontaine du palais-terrasse de Yusuf, jardins du Partal

- Les fontaines sont omniprésentes dans tout l'Alhambra et plus spécialement dans le Generalife et les Palais Nasrides. Ces fontaines apportent une ambiance incomparable et développent une sensation de calme et de sérénité. 
 Mais le plus impressionnant c’est qu'aucune fontaine, ni aucun jet n’est alimenté par des pompes (ceci vaut pour les temps de vie des Nasrides comme encore actuellement). Toutes ces fontaines sont alimentées par un réseau gravitaire et créées par le système le plus rudimentaire qu’il soit : le siphon.

- Anecdote : Les ecclésiastiques chrétiens ont trouvé jolie une fontaine de marbre taillée comme une Coquille Saint-Jacques (fuente agollanada nazari en castillan) et s'en servirent comme font baptismal dans l'église Sainte-Marie de l'Alhambra.

## Le patio des lions
Techniquement, le patio des Lions est l'illustration de la maîtrise technique finale du complexe hydraulique bâti par les Nasrides pour alimenter l'Alhambra. La fontaine centrale est, à la fois, un symbole artistique et technique de leur virtuosité.

## Les escaliers
Voir l'article détaillant l'escalier des Eaux du Généralife